# Cruz de Guerra de Guillermo Ernesto
La Cruz de Guerra de Guillermo Ernesto (en alemán: Wilhelm-Ernst-Kriegskreuz) fue un condecoración militar del Gran Ducado de Sajonia-Weimar-Eisenach. Fue establecida por el Gran Duque Guillermo Ernesto de Sajonia-Weimar-Eisenach el 10 de junio de 1915, y fue concedida para reconocer el valor militar durante la I Guerra Mundial. Los individuos que recibían la Cruz de Guerra de Guillermo Ernesto tenían que recibir la Cruz de Hierro de primera clase, y ser miembros del 5 Thüringischen Infanterie-Regiment Nr. 94, también conocido como el Regimiento del Gran Duque de Sajonia. La cruz también fue concedida a ciudadanos del gran ducado que servían en otras unidades.

## Condecorados
- Hans von Boineburg-Lengsfeld
- Otto-Wilhelm Förster
- Alexander von Hartmann
- Walter von Hippel
- Otto von Knobelsdorff
- Paul Laux
- Günther Rüdel